# تیاگو نوز
تیاگو نوز (به پرتغالی: Thiago Neves Augusto) هافبک اهل برزیل است که در شهر کوریتیبا و در تاریخ ۲۷ فوریهٔ ۱۹۸۵ به دنیا آمده‌است.
تیاگو نوز در تیم‌های فوتبال Paraná ،Vegalta Sendai،Fluminense،Fluminense، هامبورگ و Fluminense سابقهٔ حضور دارد. این بازیکن همچنین در سال، 2008 برای، Brazil U-23 به میدان رفته‌است 